# Eragrostis kennedyae
Eragrostis kennedyae là một loài thực vật có hoa trong họ Hòa thảo. Loài này được F.Turner mô tả khoa học đầu tiên năm 1894.